# Jean-Marc Mousson

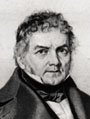
Jean-Marc Mousson

Jean Marc Samuel Isaac Mousson (Saint Livres, 17 februari 1776 - Zürich, 22 juni 1861) was een Zwitsers advocaat en politicus.

## Levensloop
Mousson was de zoon van een hugenoten dominee. Hij studeerde rechten in Tübingen. In 1796 promoveerde hij.
Mousson werd in 1798, korte tijd na de stichting van de Helvetische Republiek, benoemd tot secretaris-generaal van het Directorium van de Helvetische Republiek in Aarau, de hoofdstad van het kanton Aargau.
In 1803 werd Mousson gekozen tot eerste bondskanselier van Zwitserland. Hij bleef gedurende 27 jaar bondskanselier. Zonder moeite diende hij tijdens de Mediationstijd (1803-1815) en tijdens de Restauratie (1815-1830). In 1830 trad hij om ouderdomsredenen af.
Als bondskanselier ontving hij talrijke buitenlandse gezanten en werd hij meerdere malen onderscheiden. Jean-Marc Mousson overleed op 85-jarige leeftijd.

## Familie
Zijn zoon Heinrich Mousson (1803-1869) was van 1830 tot 1833 staatsschrijver van het eedgenootschap. Van 1863 tot zijn dood was hij stadspresident van Zürich.